# Поки ти спав (фільм)
«Поки ти спав» (англ. «While You Were Sleeping») — американська романтична комедія 1995 року. В головних ролях знімались Сандра Буллок в ролі Люсі, контролера жетонів у метрополітені Чикаго, та Білл Пуллман в ролі Джека, брата Пітера (Пітер Ґаллагер), чиє життя врятувала Люсі, а також Пітер Бойл та Джек Ворден в ролі членів родини Пітера.
Фільм мав критичний і комерційний успіх, зібравши понад 182 мільйони доларів. Буллок і Пуллман отримали похвалу за свої виступи. Буллок паралельно здобула номінацію на премію «Золотий глобус» за найкращу жіночу роль — комедія або мюзикл.

## Сюжет
Сором'язливість заважає Люсі познайомитися з чоловіком своєї мрії, якого вона бачить кожного ранку. Проте допомагає випадок, і дівчина рятує незнайомцю життя. Тепер вона може милуватися ним цілими днями: врятований Пітер лежить в лікарні без свідомості. Родина помилково приймає її за його наречену, і Люсі не хоче розчаровувати цих милих людей. Адже вона вже встигла прив'язатися до них, особливо до брата Пітера. І поки, нічого не підозрюючи, «наречений» спить, його «наречена» вже не вірить в прекрасний сон. Незабаром Люсі доведеться обирати між чарівною казкою і таким реальним коханням…

## У головних ролях
- Сандра Буллок в ролі Люсі Модерац
- Білл Пуллман в ролі Джека
- Пітер Ґаллагер в ролі Пітера
- Пітер Бойл в ролі Окса Каллагана
- Джек Ворден в ролі Сола
- Глініс Джонс в ролі Елсі
- Міколе Міркуріо в ролі Мідж Каллаган
- Джейсон Бернард в ролі Джеррі Воллеса
- Майкл Рісполі в ролі Джо молодшого
- Еллі Вокер в ролі Ешлі Бейкон
- Моніка Кіна в ролі Мері Каллаган

## Нагороди та номінації
| Рік  | Актор         | Нагорода                  | Категорія                                 | Результат |
| ---- | ------------- | ------------------------- | ----------------------------------------- | --------- |
| 1996 | Сандра Буллок | Золотий глобус            | Найкраща жіноча роль (комедія або мюзикл) | Номінація |
| 1996 | Сандра Буллок | Кінонагорода каналу «MTV» | Найбажаніша жінка                         | Номінація |
| 1996 | Сандра Буллок | Кінонагорода каналу «MTV» | Найкраща жіноча роль                      | Номінація |

## Цікаві факти
- Оригінальний сценарій був про жінку, яка перебуває в комі, та чоловіка, що вдає її нареченого. Багато хто з керівників студії вважали це надто жорстоким, але хтось запропонував поміняти ролі. Як тільки сценарій був переписаний, фільм підхопила компанія Hollywood Pictures.[1]
- Роль Люсі була написана для Демі Мур. Сандра Буллок взяла роль, сказавши, що зможе ввійти в неї, порвавши щойно з чотирилітніми відносинами.[1]
- Джулія Робертс відмовилась від ролі Люсі Модерац.[1]
- Джеймс Спейдер та Ділан Макдермотт розглядались на роль Джека Каллагана.[1]
- Будинок Каллаганів розташований в селищі Ля Ґранж, передмісті Чикаго.[1]